# Болото Мох (Черниговская область)
«Болото Мох» — гидрологический заказник общегосударственного значения и мезотрофное (переходное) болото. Расположен в Корюковском районе южнее села Елино Черниговской области. Площадь — 98 га. Код (государственный кадастровый номер) — 5А00000Ж0006. Находится под контролем Корюковского гослесхоза.

## История
Был создан решением Постановления Совета Министров УССР от 28 октября 1974 года № 500.

## Описание
Находится на территории Новоборовицкого лесничества (кв. 19, 20, 25, 26). Заказник расположен на второй левобережной террасе Снова и окружён сосновым лесом. Преобладают торфяные почвы. Торфяные залежи глубиной до 2,5 м принадлежат к смешанному переходному типу. Имеет водорегулирующее значение.
Ближайший населённый пункт — село Елино Корюковского района Черниговской области Украины, город — Сновск.

## Природа
Флора заказника имеет бореальный характер. Тут обнаружено около 50 видов сосудистых растений. Большая часть болота покрыта мезотрофными, олигомезотрофными пушисто-сфаговыми группированиями (с пушицей пушистой (Eriophorum vaginatum) и сфагнумом обманчивым (Sphagnum falax) с редкими соснами обычными (Pinus sylvestris), берёзой пушистой (Betula pubescens) и берёзой повислой (В. pendula) высотой до 3 м.
В траво-кустарниковом ярусе этих группирований растут багульник болотный (Ledum palustre), клюква болотная (Oxycoccus palustris), осока ситцеобразная (Carex juncella), андромеда многолистная (Andromeda polifolia). Среди других видов единицы встречаются осока пышноплодая (Carex lasiocarpa), вейник сероватый (Calamagrostis canescens), зыбун болотный, верба пепельная. Моховой ярус (проективное покрытие 80-90 %) имеет многовидовой состав. Кроме Sphagnum falax в низинах растут Sphagnum cuspidatum, Drepanocladus fluitans и D. Exanulatus.
Периферийная часть занята мезоэвтрофными осоково-сфагновыми группированиями с преобладанием осоки омской (Carex omskiana) с негустым древостоем, образованным берёзой пушистой (Betula pubescens) и берёзой повислой (Betula pendula). В густом травостое, кроме доминанта, значительную часть (10—20 %) составляют вейник сероватый(Calamagrostis canescens), осока пышноплодая (Carex lasiocarpa), осока чёрная(С. nigra) и пушица пушистая (Eriophorum vaginatum), встречаются куртины сабельника болотного (Comarum palustre). Присутствуют вербейник (укр. верболоз) обычный, кизляк гроздецветый (Naumburgia thyrsiflora), полевица собачья (Agrostis cuninu).
Ближе к краю болота в биоценозах произрастает роль осоки чёрной. На периферии моховой ярус редкий.
Небольшие участки болота с неглубокими торфяными залежами заняты группированиями с доминированием в древесном ярусе берёзы пушистой (Betula pubescens), в травяном — пушицы влагалищной (Eriophorum vaginatum), в моховом — сфагнум обманчивый (Sphagnum fallax). В моховом ярусе, кроме доминанта, встречаются Aulacomnium palustre и Polytrichwn gracile.
На периферийные лесистые участки болота из прилегающего соснового черничного леса заселяются щитовник картузианский (Dryópteris carthusiána), черника (Vaccinium myrtillus) и брусника (V. vitisidaea).
Заказник является местом гнездования серого журавля, занесённого в Красную книгу Украины.